# Tanumshede
Tanumshede is de hoofdplaats van de gemeente Tanum in het landschap Bohuslän en de provincie Västra Götalands län in Zweden. De plaats heeft 1597 inwoners (2005) en een oppervlakte van 186 hectare.